# Caio Horácio Púlvilo
Caio Horácio Púlvilo (em latim: Gaius Horatius Pulvillus) foi um político da gente Horácia nos primeiros anos da República Romana eleito cônsul por duas vezes, em 477 e em 457 a.C., com Tito Menênio Agripa Lanato e Quinto Minúcio Augurino Esquilino respectivamente. Porém, há dúvidas sobre seu segundo consulado, uma vez que Lívio cita Marco Horácio Púlvilo como cônsul para aquele ano.

## Primeiro consulado (477 a.C.)
Em 477 a.C., o Senado conferiu Caio Horácio a campanha contra os volscos enquanto seu colega, Tito Menênino, foi enviado para lutar contra Veios para ajudar os Fábios, que realizavam sua campanha particular contra a cidade.
Enquanto conduzia sua campanha, Caio Horácio teve que voltar rapidamente para socorrer Roma, pois os veios, depois de terem aniquilado os Fábios na Batalha de Cremera, haviam derrotado também o exército de Tito Menênio e estavam acampados no Janículo, às portas da cidade.
Depois de recuperar a ordem na cidade, Caio Horácio partiu para enfrentar os veios, primeiro perto do Templo da Esperança e, depois, na Porta Colina; o resultado desta batalha, a última do ano consular, recuperou a confiança do exército romano.

## Segundo consulado (457 a.C.)
Horácio Púlvilo foi eleito em 457 a.C. com Quinto Minúcio Augurino Esquilino. Aparentemente foi um marcado pela longa disputa entre patrícios e plebeus, entre cônsules e os tribunos da plebe, depois da aprovação da Lex Terentilia, proposta pelos tribunos e derrotada pelos senadores. Mas a notícia de uma invasão dos sabinos e équos em território romano restaurou a concórdia entre as duas partes, que concordaram em nomear dez tribunos da plebe, dois para cada classe, ao invés dos dois que eram eleitos até então.
A Minúcio foi confiada a tarefa de enfrentar os sabinos enquanto Horácio enfrentava os équos, que, pela enésima vez, foram derrotados perto do monte Algido, em Ortona e Corbio, que foi arrasada para não cair nas mãos inimigas.